# Arctosa perita arenicola
Arctosa perita là một phân loài nhện trong họ Lycosidae.
Loài này thuộc chi Arctosa. Arctosa perita arenicola được Eugène Simon miêu tả năm 1937.

## Hình ảnh

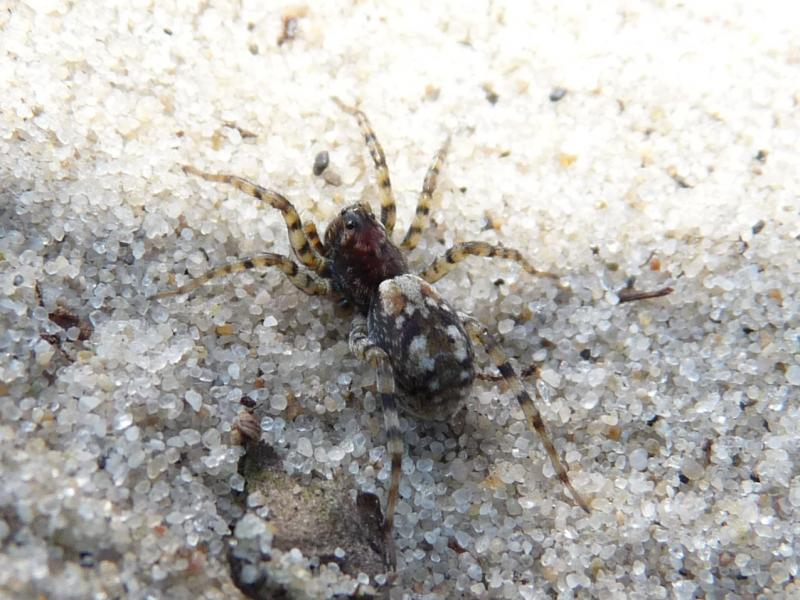